# Harald Bergstedt
Harald Alfred Bergstedt f. Petersen (født 10. august 1877 i Køge, død 21. juli 1965 i København) var en dansk forfatter.
Han er forfatter til sange som Solen er så rød, mor, Hør, den lille stær og Jeg ved en lærkerede. Fra 1946 til 1963 var hans sange i karantæne på Danmarks Radio på grund af hans medlemskab i det danske naziparti DNSAP og hans forsvar for den tyske antisemitisme.

## Personligt
Da Tom Kristensen fortvivlet og i selvmordstanker opsøgte afholdsmanden Bergstedt, der selv havde haft alkoholproblemer, syntes Bergstedt, at Tom Kristensens skildring af sit liv med druk var så farverig, at han opfordrede ham til at skrive en roman om at være dranker i København. Det blev til nøgleromanen Hærværk.

## Politisk standpunkt
Harald Bergstedt var i mange år Socialdemokratens kulturmedarbejder og stod urokkelig som socialdemokratiets førende forfatterpersonlighed, men under besættelsen udviklede han sig til at blive overbevist nazist og blev medlem af D.N.S.A.P. i 1942. Bergstedt har ved mange lejligheder givet udtryk for, at hans tilslutning til nationalsocialismen var et logisk resultat af Socialdemokratiets "dobbeltmoralske" indstilling, der på den ene side opfordrede til samarbejde med nazisterne og på den anden tog afstand fra den tyske besættelse. I sine erindringer fastholdt Bergstedt med stor iver dette synspunkt og forsøgte at påvise, hvorledes hans holdning til besættelsesmagten ganske enkelt udsprang af forsøget på at efterleve statsminister Thorvald Staunings ord om samarbejde.
Han blev i 1946 idømt to års fængsel for landsskadeligt virke som journalist ved avisen "Fædrelandet" og mistede samme år sin forfatterunderstøttelse. Året efter blev han ekskluderet af Dansk Forfatterforening. Indtil 1963 var hans sange i karantæne og måtte ikke spilles i Danmarks Radio.

## Værker i udvalg
- Sange fra provinsen, (bind 1-4), 1913–1921
- Peter Gormsens store Dag : Lystspil i 4 Akter, 1917
- Alexandersen, 1918
- Bredere Vinger, digte, 1919
- Jørgensfesten, 1919 (plottet blev brugt til filmen Sankt Jørgens fest, 1930).
- Hans og Else, versroman, 1920
- Det uundgaaelige : en Appel til tænkende dansk Ungdom, 1920
- Aabys Rose : Nutidsskuespil fra Provinsen i 5 Akter, 1920
- Onkel spiller : ti Børnesange, 1921
- Bellmann : særtryk af Afholdsdagbladet, teaterstykke, 1922
- Oplysningsbureauet eller Larsen-Ledets Omvendelse : En lille Komedie til Fællesoplæsning, 1922
- Statsraadet : En lille Komedie til Fællesoplæsning, 1922
- Ungdomskilden : Skuespil i fire Akter, 1922
- Smugkroen : en Fællesoplæsning, 1922
- 25-Aars Jubilæum : en Enakter, 1923
- Kaaben : Skuespil i tre Akter med Sange, 1923
- Manden i Tønden : Lystspil i 1 Akt, 1923
- En Dag paa Naade, 1923
- To Roser : en Digtning, 1924
- Fyraften, 1938
- Jødespørgsmålet, 1943
- Et liv i Folket. En uhelbredelig Socialists Erindringer, 1944
- Sange fra Gitteret. Med et Tilbageblik over et Liv og et Forfatterskab, 1948
- Feberen falder ("Sange fra Gitteret" – anden Bog), 1954

## Priser
- Drachmannlegatet, 1919

I 1928 kårede Politikens læsere Bergstedt som en af de "17 udødelige danske forfattere".